# Listen Like Thieves
Albums de INXS
The Swing
(1984) Kick
(1987)
Listen Like Thieves est un album d'INXS sorti en 1985 sur WEA.

## Tracks
1. What You Need - 3.33
2. Listen Like Thieves - 3.58
3. Kiss the Dirt (Falling Down the Mountain) - 3.52
4. Shine Like It Does - 3.05
5. Good & Bad Times - 2.44
6. Biting Bullets - 2.47
7. This Time - 3.08
8. Three Sisters - 3.26
9. Same Direction - 4.56
10. One X One - 3.06
11. Red Red Sun - 3.32